# خدمة الاستخبارات الوطنية
خدمة الاستخبارات الوطنية (هانغل: 대한민국 국가정보원) هي هيئة الاستخبارات الرئيسية في كوريا الجنوبية. أُنشأت الهيئة في 1961 باسم وكالة الاستخبارات المركزية الكورية خلال فترة حكم بارك شونغ-هي والمجلس الأعلى لإعادة البناء الوطني الذي حل الجمهورية الثانية في كوريا الجنوبية. كانت واجب الهيئة الرئيسي يتمثل في الإشراف على وتنسيق العمليات الاستخباراتية الداخلية والخارجية والتحقيقات الجنائية التي تجريها كل الأجهزة الاستخبارية الحكومية الأخرى، بما فيها القوات المسلحة.
أثبتت تحقيقات النيابة الكورية الجنوبية أن خدمة الاستخبارات الوطنية تدخلت في الانتخابات الرئاسية لعام 2012 لصالح المرشحة الفائزة بارك جيون هاي، حيث نشرت 26550 تغريدة على موقع تويتر لصالحها وانتقادات للمرشحين الآخرين - خاصة المتعاطفين مع كوريا الشمالية - وكررت هذه التغريدات لتصل لعدد أكبر من المستخدمين، وكانت التغريدات منشورة بواسطة برنامج حاسوب ولا تعود لأشخاص حقيقيين. التلاعب بالرأي العام عبر هذه الوسيلة لم يكن فقط بواسطة تغريدات تويتر بل شمل أيضًا تعليقات على منتديات شهيرة في الشبكة الكورية. وجرت تحقيقات مع المدير السابق للهيئة حول عملية التلاعب هذه.